# Das Traum-Team
Das Traum-Team ist eine US-amerikanische Filmkomödie aus dem Jahr 1989 von Howard Zieff.

## Handlung
Billy, Henry, Jack und Albert sitzen im Cedarbrook Psychiatric Hospital in Trenton (New Jersey) ein und erhalten vom Psychiater Dr. Jeff Weitzman nicht nur die Gelegenheit, sich nach dem Absetzen ihrer Medikamente frei zu entwickeln, sondern auch bei einem Ausflug in die Stadt, ein Baseballspiel der New York Yankees anzuschauen. Doch bei einer Rastpause, bei der der menschenscheue Albert wegen einer Pinkelpause etwas Ruhe sucht, glaubt Weitzman, dass dieser verschwunden sei, weswegen er auch sofort nach ihm sucht. Aber anstatt Albert zu finden, wird er Zeuge eines Mordes und auf der Flucht von den beiden Mördern zusammengeschlagen, sodass er bewusstlos ins Krankenhaus eingeliefert wird. Doch davon bekommen die Vier nichts mit, weswegen sie sich leicht hilflos fühlen und nicht wissen, was sie nun machen sollen. Dies führt zu einem Streit, der jeden seinen eigenen Weg gehen lässt. Aber die Neurosen der Vier verhindern einen normalen Abend. So flüchtet der menschenscheue und stumme Albert vor anderen Menschen. Henry muss permanent für Ordnung sorgen und wird deswegen auch aus einer Bar herausgeworfen. Jack hält sich immer noch für Jesus und entkleidet sich vor einer versammelten Kirchengemeinde, sodass diese ihn wieder rauswirft. Billy trifft seine alte Freundin Riley, die aber feststellen muss, dass er immer noch von seinen Wutausbrüchen kontrolliert wird und ihn daraufhin wiederum stehen lässt.
Und wegen ihrer Hilflosigkeit treffen sich alle vier wieder am Wagen, der allerdings abgeschleppt wird. Und da sie, wegen ihrer Sorge um Dr. Weitzman, nicht einfach in der Klinik anrufen können, versuchen sie Hilfe bei der Polizei zu holen. Aber die Polizei kann nicht helfen. Und es kommt noch schlimmer, denn der Mord, den Weitzman beobachtete, war der von den beiden korrupten Polizisten O’Malley und Gianelli, die ihren Kollegen Alvarez, der gegen sie ermittelte, erschossen. Und nun wollen sie auch den einzigen Zeugen Weitzman töten. Doch bevor sie dies im Krankenhaus machen können, werden sie von den Vieren unterbrochen, die die beiden Polizisten davonjagen. Allerdings haben sie nun ein Problem, denn sie können als Geistesgestörte nicht zur Polizei, weil man ihnen dort genauso wenig glaubt wie ihre eigenen Ärzte, weswegen sie den Plan fassen, erstmal Geld zu beschaffen, um ihren abgeschleppten Wagen auszulösen, damit sie Weitzman aus dem Krankenhaus rausholen und in Sicherheit bringen können. Aber dazu kommt es nicht mehr, denn alle vier landen schlussendlich im Gefängnis, wo alle wegen Mordes an Alvarez von der Staatsanwaltschaft angeklagt werden.
Aber mit etwas Cleverness schaffen sie es, beim Gefangenentransport in die Eastside Psychiatric sowohl die Wärter zu überwältigen als auch diese anschließend an ihrer eigenen Stelle dorthin einzuweisen. Und als Gefängniswärter und Ärzte verkleidet fahren die Vier anschließend ins Krankenhaus, um den aus dem Koma erwachten Weitzman herauszuholen, aber parallel dazu erscheinen O’Malley und Gianelli, die sie nach einer wilden Schießerei überwältigen können. Dabei werden sie nicht nur für die Aufklärung des Mordes an Alvarez, die Rettung von Dr. Weitzman und die Ergreifung der beiden korrupten Polizisten gefeiert, sondern auch von Weitzman mit dem ursprünglichen Ausflugsziel belohnt. Sie dürfen alleine ein Spiel der New York Yankees sehen.

## Kritiken
Der Film erhielt durchwachsene Kritiken. So zählte die Internetseite Rotten Tomatoes von 15 gewerteten professionellen Kritiken acht positive, was einem Wert von 53 % entspricht. Auch vom breiten Publikum wurde der Film mit eher gemischten Reaktionen aufgenommen, denn gleichzeitig werteten 61 % den Film positiv. Dies wiederum wird vom Onlinefilmarchiv IMDb, einer weiteren Plattform, auf der normale User ihre Filmkritiken abgeben können, mehr als bestätigt, denn dort gab das Publikum dem Film durchschnittliche 6,5 von 10 möglichen Punkten.
Der Film basiere auf der Grundidee aus dem Drama Einer flog über das Kuckucksnest, in der die Hauptfigur Randle Patrick McMurphy, gespielt von Jack Nicholson, alle Insassen auf einen unerlaubten Ausflug mitnehme, meinte der renommierte Filmkritiker Roger Ebert in der Chicago Sun-Times. Allerdings seien die Filmemacher „unfähig“ und würden dem „durchschnittlichen Kinogänger keine Neugierde und Intelligenz zutrauen“, weswegen der Film an sich nicht „überrasche, erforsche oder experimentiere“ und ab dem Zeitpunkt im Film, bei dem es zur Rastpause auf der Tankstelle käme, lediglich „konventionelle Kost“ biete.
Auch Rita Kempley von der Washington Post verglich den Film mit Eine flog über das Kuckucksnest und sah in der Geschichte einen „überraschend liebenswürdigen [und] unwiderstehlich verrückten Buddy-Film“. Es sei vor allen Dingen der Regisseur Howard Zieff, der zuvor so „harmlose Mittelmäßigkeiten wie Schütze Benjamin inszenierte“, der mit dieser „sarkastischen Komödie“ überrasche.
Obwohl der Film „nichts schrecklich falsch“ mache, meinte Vincent Canby in der liberalen Tageszeitung New York Times, sei Das Traum Team die ganze Zeit über einfach nicht lustig. Die Komödie „sei einfach nicht durchdacht“, denn wenn man davon ausginge, dass alle vier krank seien, wäre ihre Verhaltensweisen genauso unlustig, wie als wenn sie nicht krank seien und nur glauben würden, sie seien krank.
Das Lexikon des internationalen Films meinte: „Ein gagreiches, amüsantes Großstadt-Märchen mit Krimi-Anleihen, das zwar ohne überzeugende erzählerische Dichte ist, insgesamt aber liebenswert-unterhaltsames Traumkino bietet.“
Die Deutsche Film- und Medienbewertung FBW in Wiesbaden verlieh dem Film das Prädikat besonders wertvoll.

## Hintergrund
Einige Filme erklären die Notwendigkeit des Besuches eines Baseballspiels, um aus Geisteskranken wieder gesunde Menschen zu machen. Bereits beim Klassiker Einer flog über das Kuckucksnest wird ein Ausbruch durchgeführt, um ein Spiel zu sehen. Und auch in Das Traum Team kommt das gleiche Szenario vor, wobei es noch dadurch unterstützt wird, dass die Figur des Albert lediglich in Baseballphrasen kommunizieren kann.

## Veröffentlichung
Der Film startete am 7. April 1989 in den US-Kinos und konnte bereits 5,7 Mio. US-Dollar als zweitbester Neueinsteiger auf Platz zwei der Kinocharts direkt hinter dem ebenfalls neu gestarteten Die Indianer von Cleveland landen. Bei einem Budget von geschätzten 15 Mio. US-Dollar konnte der Film laut unterschiedlichen Angaben zwischen 26,7 und 28,8 Mio. US-Dollar wieder einspielen. In Deutschland startete der Film am 4. Januar 1990 und konnte 165.625 Zuschauer in die Kinos locken, wodurch er auf Platz 77 der deutschen Kinojahrescharts von 1990 landete. Nachdem der Film am 8. August 1990 auf VHS erschien, lief er erstmals am 20. September 1991 auf dem Pay-TV-Sender Premiere. Seit dem 4. August 2005 ist Das Traum Team in Deutschland als DVD erhältlich.